# Angeli nel giudaismo
Nel giudaismo, gli angeli (in ebraico  מַלְאָךְ‎?, trasl. mal'āḵ, plurale:in ebraico  מלאכים‎? mal'āḵīm, letteralmente "messaggero") sono esseri soprannaturali che appaiono in tutto il Tanakh (la Bibbia ebraica), nella letteratura rabbinica, negli apocrifi, nei pseudepigrapha e nella liturgia ebraica tradizionale come agenti del Dio d'Israele.
Sono classificati in diverse gerarchie. La loro essenza è spesso associata al fuoco. 
Il Talmud descrive la loro stessa essenza come fuoco.

## Etimologia
Nel Tanakh, l'ebraico mal'akh ( מַלְאָךְ ) significa "messaggero", sia umano che divino, sebbene sia usato raramente per messaggeri umani nell'ebraico moderno, dove quest'ultimo è solitamente indicato dal termine shaliyakh (שליח). Il sostantivo deriva dalla radice consonantica verbale l-'-k (ל-א-ך), che significa specificamente "inviare con un messaggio" e con il tempo è stato sostituito con più applicabile sh-lh. Nell'ebraico biblico questa radice è attestata solo in questo sostantivo e nel sostantivo "Melakhah" (מְלָאכָה), che significa "lavoro", "occupazione" o "artigianato".
La struttura morfologica della parola ‘’mal'akh’’ suggerisce che essa sia la forma maqtal della radice che denota lo strumento o il mezzo per eseguirlo. Il termine Mal'akh significa quindi semplicemente colui che viene inviato, spesso tradotto come "messaggero" quando applicato agli esseri umani; per esempio, Mal'akh è la radice del nome del profeta Malachia, il cui nome significa "il mio messaggero". Nell'ebraico moderno, ‘’mal'akh’’ è la parola generica per indicare un "angelo"; che è anche correlata ai termini indicanti un angelo in arabo (malak in arabo ملاك ‎?), aramaico ed etiope.

## Nel Tanakh (testi biblici ebraici)
Il Tanakh riporta che gli angeli apparvero a ciascuno dei patriarchi, a Mosè, a Giosuè e a numerose altre figure. Gli angeli appaiono ad Agar in Genesi 16:9, a Lot in Template:Passo bibilico2 e ad Abramo in Genesi 22:11; salgono e scendono dalla scala di Giacobbe in Genesi 28:12 e si manifestano di nuovo a Giacobbe in Genesi 31:11–13. Dio promette di mandarne uno a Mosè in Esodo 33:2, e ne manda uno a ostacolare Balaam in Numeri 22:31. 
Isaia 63:9 fa riferimento all'angelo della presenza.
Salmi 91:11 recita: «Poiché egli comanderà ai suoi angeli
di proteggerti in tutte le tue vie».

### L'angelo del Signore e l'origine degli angeli
La figura dell'"angelo del Signore" (in ebraico  מלאך יהוה‎? ; mal'akh YHVH) è stata percepita da generazioni di esegeti e interpreti come oscura e sconcertante. Quasi ogni apparizione di questa figura nel Tanakh è conforme al seguente schema:
1. La narrazione introduce l'angelo del Signore;
2. L'angelo si comporta come se fosse una divinità, ad esempio promettendo fertilità (Genesi 21:18[12]), annientando un esercito con un solo colpo (es. 2 Re 19:32–36[13]), o semplicemente pronunciando un discorso in cui l'angelo si presenta come Dio (es. Esodo 3:2–4[14]);
3. Gli interlocutori di questa figura si rivolgono e lo venerano in un modo riservato esclusivamente a una divinità[senza fonte].

L’accadimento lascia l’interlocutore con la domanda se fosse appena apparso un angelo o una divinità.

### Angeli e guarigione delle impurità
Nella Bibbia esistono episodi in cui gli angeli riescono a guarire le impurità. Isaia 6:3-7 narra di un serafino che toccò la bocca del profeta con un carbone ardente cancellando l’impurità di colui che aveva visto gli angeli del Signore degli Eserciti e udito la loro voce potente. 
In modo analogo, Zaccaria 3-5 narra che Giosuè stava in piedi davanti all'angelo del Signore e Dio, vestito con abiti sudici, e l’angelo gli diede "vestiti da festa" e un turbante pulito da indossare, comandandogli di cambiarsi.
Anche in questo caso l’angelo cancella le impurità.

### Angeli e preghiera
Nel libro di Zaccaria, il profeta sente dal Signore che si era adirato con i suoi antenati a causa delle loro azioni malvagie. Egli promise loro che se fossero “tornati [ndr] a [Lui], [Egli] sarebbe tornato da [loro]”. Allora l'angelo del Signore disse: «Signore degli eserciti, fino a quando rifiuterai di aver pietà di Gerusalemme e delle città di Giuda, contro le quali sei sdegnato? Sono ormai settant'anni!» (Zaccaria 1:12).

### Angeli come guerrieri
Nella Bibbia ci sono alcuni riferimenti ad angeli che agiscono come guerrieri e protettori di tutto ciò che è buono. Uno di questi riferimenti è Il Libro di Daniele che contiene quattro visioni apocalittiche. Tuttavia, in Template:Paso biblico2, si fa riferimento a una sorta di battaglia tra il principe del regno di Persia e l'oracolo che si identifica con l’Gabriele. 
Qui Gabriele dice a Daniele che il capo dei principi, Michele, lo aiutò nell'opposizione che stava affrontando dal principe del regno di Persia. Entrambi gli angeli agiscono come guerrieri per il bene contro il principe del regno di Persia. 
Inoltre, in Daniele 12:1, l'oracolo Gabriele dice che l'angelo Michele è il protettore del popolo israelita ed è un grande principe.

### Angeli come messaggeri
Gli angeli sono indicati come messaggeri in molti passaggi del Tanakh. Non esiste un equivalente ebraico specifico per la parola italiana “angelo”. Gli angeli sembrano avere l'aspetto di esseri umani ordinari; sono tipicamente uomini (a differenza dei serafini) non hanno ali. La presenza di un messaggero angelico contro un messaggero umano deve essere determinata dal contesto del passaggio biblico.
Indipendentemente da ciò, gli angeli messaggeri svolgono un ruolo molto importante per preservare e rafforzare il legame, così come la necessaria distanza, di Dio con gli esseri umani. a natura della conoscenza che portano i messaggeri angelici è sempre celeste e può quindi essere trasmessa all’uomo solo per decisione di Dio e per ragioni necessarie. Quando un angelo consegna la conoscenza di Dio, la sua identità viene cancellata da quella del suo Signore; cioè, parla direttamente in nome e per conto di Dio.
Esempi di questo ruolo possono essere visti in numerosi passi famosi dell'Antico Testamento, inclusi i tre uomini misteriosi nella storia di Abramo e la distruzione di Sodoma in Genesi 18:1–19:23, così come l'angelo che informa la madre di Sansone della natura del bambino che porta in grembo (Giudici 13:3–5). In questi esempi, gli angeli sono travestiti, le loro identità non hanno importanza in relazione alla grandezza celeste della conoscenza che possiedono; sono interamente definiti dalla loro opera.

### Gli angeli come insegnanti nella letteratura apocalittica ebraica
Gli angeli nei ruoli di insegnanti diventano particolarmente importanti nella letteratura apocalittica ebraica, in libri come Daniele, Zaccaria e nell’apocrifo 4 Esdra che presentano visioni profetiche enigmatiche e terrificanti vissute da umani inconsapevoli della necessità della guida celeste per comprendere ciò a cui hanno assistito; la profezia non avviene più con piena o immediata comprensione; piuttosto la figura di un angelo interprete permette al profeta di meglio comprendere e propagare la conoscenza degli ultimi tempi che la sua visione contiene.
Tale conoscenza dell'Apocalisse aveva implicazioni sia celesti che terrene e assunse una grande importanza per il popolo oppresso d'Israele dell'epoca, che aveva bisogno di spiegazioni sul motivo per cui Dio li avrebbe lasciati attraversare così tante difficoltà; quindi, la conoscenza risultava "buona". A causa delle caratteristiche bizzarre delle visioni contenute in tale letteratura apocalittica, gli angeli interpretanti assumono il ruolo di insegnanti piuttosto che di semplici messaggeri; invece di trasmettere solo informazioni, devono spiegarle.
Come insegnanti, trasmettono tutta la potenza e l'autorità del cielo, pur essendo in grado di confortare gli uomini in un modo più facilmente riconoscibile rispetto a quanto avrebbe fatto Dio se avesse parlato direttamente ai profeti.  Pertanto, gli angeli come insegnanti funzionano come interpreti riconoscibili e testimoni della potenza di Dio, aumentando anche la Sua trascendenza. Soprattutto, furono importanti nello stabilire profeti umani nel loro ruolo di consolatori, detentori di "buona" conoscenza per il popolo d'Israele.
In 4 Esdra, l'angelo che interpreta o insegna è Uriele. Quando Esdra esprime la sua angoscia per questioni che preoccupano allo stesso modo gli ebrei del suo tempo, vale a dire, perché Dio permette al suo popolo eletto di soffrire sotto l'oppressione dei gentili, Uriele viene mandato dal cielo da Dio per aiutare ad alleviare la sua ignoranza. Nel passaggio, Esdra discute con Uriel su questioni di giustizia in un modo che non avrebbe mai potuto con Dio; tuttavia, l'angelo risponde con una serie di enigmi che alla fine mostrano a Esdra l'errore del suo pensiero (4 Esdra 3:1–4:21). importante sottolineare che Uriele non trasmette semplicemente informazioni, bensì che i due sono impegnati in un dialogo animato che riflette quello di un insegnante e di uno studente, con il primo che guida il secondo alla realizzazione della verità. Esdra non potrebbe mai discutere con Dio nel modo in cui discute con Uriele; tuttavia, questo argomento e la sua catarsi emotiva che l'accompagna è in parte ciò che lo porta a scoprire da solo la verità e il messaggio principale del brano.
Anche in Daniele gli angeli assumono anche il ruolo di interpreti e insegnanti, in particolare nella loro capacità di spiegare visioni riguardanti l'’’eschaton’’ e aiutare i profeti umani a sciogliere la conoscenza in esse contenuta. Daniele 8:16–17 narra che l’arcangelo Gabriele fu inviato a spiegare le visioni di Daniele e ad alleviare la sua angoscia. In Daniele 7–12 la buona conoscenza che viene trasmessa a Daniele e quindi al resto della popolazione, è che gli eventi terreni che hanno oppresso così tanto il popolo ebraico si rispecchiano in cielo e che la giustizia regnerà alla fine nella forma di una battaglia finale che contrappone gli eserciti del cielo alle forze del male, che saranno vinte.
Daniele è a conoscenza di queste informazioni solo grazie all'assistenza di Gabriele, che gli insegna la corretta interpretazione della sua visione e lo incoraggia quando vacilla (Daniele 8:15–27). Questo ruolo degli angeli si rispecchia in Zaccaria, dove l'interpretazione e l'insegnamento angelici sono necessari per svelare le bizzarre visioni di cui il profeta è testimone. L’angelo ripercorre letteralmente le visioni di Zaccaria insieme a lui, insegnandogli e procedendo in modo che Zaccaria comprenda correttamente il significato inteso da Dio (Zaccaria 1:9;5:11).

## Nella letteratura rabbinica
Come sottocategoria di esseri celesti, i ‘’mal'akim’’ occupano il sesto grado di dieci nella gerarchia angelica ebraica di Maimonide.
Il Talmud nomina quattro angeli che in seguito sarebbero stati conosciuti come gli arcangeli che circondano il trono di Dio:
(Numeri Rabbah 2:10)

## Gerarchia angelica
Maimonide nella sua Mishneh Torah contò dieci ranghi di angeli nella gerarchia angelica ebraica, a cominciare dal più alto:
| Rango | Classe angelica  | Note                           |
| ----- | ---------------- | ------------------------------ |
| 1     | Chayot Ha Kadesh | v, Ezechiele 1 e Ezechielel 10 |
| 2     | Ophanim          | v, Ezechiele 1 e Ezechielel 10 |
| 3     | Er'el            | v. Isaih 33:7                  |
| 4     | Hashmallim       | v. Ezechiele 1:4               |
| 5     | Seraphim         | v. Isaia 6                     |
| 6     | Malakim          | Messaggeri, angeli             |
| 7     | Elohim           | "Divinità"                     |
| 8     | Bene Elohim      | "Semidio"                      |
| 9     | Cherubim         | Hagigah 13b                    |
| 10    | Ishim            | v. Genesi 18:2 Daniele 10:5    |

### Zohar
Lo Zohar (in Esodo 43a), elenca dieci tipologie di angeli, iniziando dalla più elevata:
| Rango | Classe angelica |
| ----- | --------------- |
| 1     | Malakim         |
| 2     | Erelim          |
| 3     | Seraphim        |
| 4     | Chayot          |
| 5     | Ophanim         |
| 6     | Hashmallim      |
| 7     | Elim            |
| 8     | Elohim          |
| 9     | Bene Elohim     |
| 10    | Ishim           |

### Maseket Atzilut
Jacob Nazir nel suo Maseket Atzilut elenca i seguenti dieci ranghi angelici: 
| Rango | Classe angelica |
| ----- | --------------- |
| 1     | Seraphim        |
| 2     | Ophanim         |
| 3     | Cherubim        |
| 4     | Shinanim        |
| 5     | Tarshishim      |
| 6     | Ishim           |
| 7     | Hashmallim      |
| 8     | Malakim         |
| 9     | Bene Elohim     |
| 10    | Erelim          |

### Berit Menuchah
Abraham ben Isaac di Granada nel suo ‘Berit Menuchah’’ elenca i seguent:
| Rango | Classe angelica |
| ----- | --------------- |
| 1     | Erelim          |
| 2     | Ishim           |
| 3     | Bene Elohim     |
| 4     | Malakim         |
| 5     | Hashmallim      |
| 6     | Tarshishim      |
| 7     | Shinnanim       |
| 8     | Cherubim        |
| 9     | Ophanim         |
| 10    | Seraphim        |

### Reshit Chochmah
Eliyahu de Vidas nel suo Reshit Chochmah elenca:
| Rango | Classe angelica  |
| ----- | ---------------- |
| 1     | Chayot Ha Kodesh |
| 2     | Ophanim          |
| 3     | Seraphim         |
| 4     | Cherubim         |
| 5     | Erelim           |
| 6     | Tarshishim       |
| 7     | Hashmallim       |
| 8     | Elim             |
| 9     | Malakim          |
| 10    | Ishim            |

## Nella Cabala
La Cabala descrive estesamente gli angeli come forze che inviano informazioni e sensazioni tra l'umanità e il Tetragrammaton. Sono analoghi ad atomi, lunghezze d'onda o canali che aiutano Dio nella sua creazione, motivo per cui non dovrebbero essere adorati, pregati o invocati. Dal punto di vista della persona che riceve la visione, la profezia o è protagonista di fatti, essi sono antropomorfi. Tuttavia, essi sono enti spirituali, privi di esistenza materiale, paragonati a una singola emozione, sentimento o materiale, controllato da Dio per la Sua finalità creatrice.

## Nella liturgia ebraica
Nel giudaismo ortodosso e in quello conservatore è consuetudine introdurre lo Shabbat con un inno tradizionale che menziona gli angeli, recitato il venerdì sera di ritorno a casa dalle funzioni o a tavola prima di cena.
Prima di andare a dormire, molti ebrei recitano una preghiera tradizionale che nomina i quattro arcangeli: "Alla mia destra Michele e alla mia sinistra Gabriele, davanti a me Uriele e dietro di me Raffaele, e sopra la mia testa la Shekhinah di Dio ['la presenza di Dio']."
Nella festa ebraica di Simchat Torah, è consuetudine invitare tutti i ragazzi (in alcune sinagoghe, tutti i bambini) alla lettura della Torah e che l'intero gruppo reciti un verso della benedizione di Giacobbe a Efraim e Manasse.
(Genesi 48:16)